# パナケルティ
パナケルティ(Panackelty)は、ノース・イースト・イングランド伝統のキャセロール料理である。特にサンダーランドやダラムで食べられ、肉（主にコンビーフ）と根菜類（主にジャガイモ、タマネギ、ニンジン）から作られる。鍋に入れて低温のオーブンに一晩放置するか、パン（フライパン）に入れて極弱火でじっくり調理することから、この名前が付けられた。地域により、名前や具材の異なる様々なバリエーションが存在する。
ハンバー川の河口周辺では、パン・アギー(pan aggie)として知られ、ベーコン、コンビーフ、タマネギの上に薄切りまたはマッシュしたジャガイモを乗せる。
ノーサンバーランドでは、パン・ハガティー(pan haggerty)として知られ、ジャガイモ、タマネギ、チーズを耐熱皿に乗せて焼く。一方、サンダーランド地域のパナケルティは、肉や根菜が少なくなれば上に継ぎ足しながら、オーブンで長時間調理したものである。また大きなフライパンで作って、スープとすることもある。この場合は、オーブンで温めなおすことができる。